# Wilbert Hurst-Brown
Wilbert Hurst-Brown (Kanada, Saskatchewan, Regina, 1899. szeptember 24. – Kanada, Ontario, Toronto, 1964. április 6.) Európa-bajnoki bronzérmes kanadai-brit jégkorongozó, olimpikon.
Mint akkoriban sok brit jégkorongozó, ő is kanadai volt.
Az 1928. évi téli olimpiai játékok részt vett a jégkorongtornán, a brit válogatottban. 5 mérkőzésen játszott és 1 gólt ütött a franciák ellen. Összesítésben a 4. helyen végeztek. Ez az olimpia Európa-bajnokságnak is számított, így Európa-bajnoki bronzérmesek lettek.
Klubcsapata a London Canadiens volt.